# Bellatorias
Genre
Bellatorias est un genre de sauriens de la famille des Scincidae.

## Répartition
Les espèces de ce genre sont endémiques d'Australie.

## Liste des espèces
Selon The Reptile Database (6 juillet 2012) :
- Bellatorias frerei (Günther, 1897)
- Bellatorias major (Gray, 1845)
- Bellatorias obiri (Wells & Wellington, 1985)

## Publication originale
- Wells & Wellington, 1984 "1983" : A synopsis of the class Reptilia in Australia. Australian Journal of Herpetology, vol. 1, no 3/4, p. 73-129 (texte intégral).